# Johan Frederik van Schwarzburg-Rudolstadt
Johan Frederik van Schwarzburg-Rudolstadt (Rudolstadt, 8 januari 1721 — Rudolstadt, 10 juli 1767) was vorst van Schwarzburg-Rudolstadt van 1744 tot 1767. Hij was een zoon van vorst Frederik Anton van Schwarzburg-Rudolstadt en zijn eerste vrouw, hertogin Sofia Wilhelmina van Saksen-Saalfeld.
Op 19 november 1744 huwde hij te Eisenach met hertogin Bernardine van Saksen-Weimar-Eisenach (Weimar 5 mei 1724 - Rudolstadt 5 juni 1757), dochter van hertog Ernst August I. Zij kregen zes kinderen, van wie er twee hun jeugd overleefden:
- Frederika (Rudolstadt 17 augustus 1745 – aldaar 26 januari 1778); ∞ (Schwarzburg 21 oktober 1763) met haar neef Frederik Karel van Schwarzburg-Rudolstadt
- Wilhelmina (Rudolstadt 22 januari 1751 – Saarbrücken 17 juli 1780); ∞ (Schwarzburg 30 oktober 1766) Lodewijk van Nassau-Saarbrücken (Saarbrücken 3 januari 1745 – Aschaffenburg 2 maart 1794), vorst van Nassau-Saarbrücken 1768-1794